# Palais Soranzo
Le palais Soranzo ou Palazzo Soranzo est un bâtiment historique de Venise dans le quartier de San Polo. Composé de deux bâtiments adjacents, il surplombe le Campo San Polo.

## Histoire
Le palais a été commandé au XIVe siècle par les Soranzo, une famille noble qui a également donné un doge à la république de Venise, Giovanni Soranzo et seize procurateurs de Saint-Marc. C'est Giovanni Soranzo qui accueillit Dante Alighieri dans cette résidence alors qu'il agissait comme ambassadeur des seigneurs Da Polenta de Ravenne. Ce bâtiment n'était que la moitié de l'actuel, agrandi par la suite au XVe siècle, pour être décoré de fresques extérieures au XVIe siècle par Giorgione, dont il ne reste rien. La façade principale, selon la tradition vénitienne, donnait sur un canal, enterré en 1761, intégrant ainsi le bâtiment au Campo San Polo.
De 1987 à 2002, il a été le siège du séminaire chinois du département d'études extrême-orientales de l'université Ca' Foscari, avec sa bibliothèque dédiée. Après avoir accueilli toutes les générations de la famille, le palais appartient aux descendants des Soranzo.

## Description
Le bâtiment se compose de l'ancien Palazzo Soranzo, à gauche, et du nouveau Palazzo Soranzo, à droite, tous deux sur trois niveaux. Les composantes du complexe, toutes deux expressions de l'architecture gothique vénitienne, sont unies et recouvertes du même enduit, pour former un seul édifice ; cependant, en regardant les caractéristiques de l'ouverture, il est clair que le bâtiment de droite est plus tardif, un exemple d'un gothique plus tardif.
À l'intérieur, les témoignages parlent de meubles et d'œuvres d'art de grande valeur (peut-être même une toile de Giorgione), dont une grande partie a été perdue.